# Südteil des Nohfeldener Rhyolith-Massivs
Südteil des Nohfeldener Rhyolith-Massivs este o arie protejată (sit de importanță comunitară — SCI) din Germania întinsă pe o suprafață de 440 ha, integral pe uscat.

## Localizare
Centrul sitului Südteil des Nohfeldener Rhyolith-Massivs este situat la coordonatele 49°32′42″N 7°05′58″E / 49.545°N 7.0994°E.

## Înființare
Situl Südteil des Nohfeldener Rhyolith-Massivs a fost declarat sit de importanță comunitară în octombrie 2000 pentru a proteja 1 specie de plante și 5 specii de animale.

## Biodiversitate
Situată în ecoregiunea continentală, aria protejată conține 14 habitate naturale: Cursuri de apă de la nivel de câmpie la nivel montan, cu vegetație Ranunculion fluitantis și Callitricho-Batrachion, Pajiști uscate europene, Pajiști uscate seminaturale și facies de acoperire cu tufișuri pe substraturi calcaroase (Festuco-Brometalia) (* situri importante pentru orhidee), Formațiuni ierboase bogate în specii de Nardus, dezvoltate pe substraturi silicioase în zone montane (și în zone submontane, în Europa continentală), Pajiști cu Molinia pe soluri calcaroase, turboase sau argilos-nămoloase (Molinion caeruleae), Liziere de ierburi înalte hidrofile de câmpie și de nivel montan până la alpin, Fânețe de joasă altitudine (Alopecurus pratensis, Sanguisorba officinalis), Mlaștini turboase de tranziție și turbării mișcătoare, Grohotișuri silicioase medio-europene, la altitudine înaltă, Pante stâncoase silicioase cu vegetație casmofită, Roci stâncoase cu vegetație pionieră de Sedo-Scleranthion sau Sedo albi-Veronicion dillenii, Păduri de fag Luzulo-Fagetum, Mlaștini împădurite, Păduri aluvionare cu Alnus glutinosa și Fraxinus excelsior (Alno-Padion, Alnion incanae, Salicion albae).
La baza desemnării sitului se află mai multe specii protejate:
- plante (1): mușchi (Dicranum viride)
- păsări (3): fâsă de luncă (Anthus pratensis), becațină comună (Gallinago gallinago), mărăcinar (Saxicola rubetra)
- nevertebrate (1): fluturele purpuriu (Lycaena dispar)
- pești (1): zglăvoacă (Cottus gobio)

Pe lângă speciile protejate, pe teritoriul sitului au mai fost identificate 43 de specii de plante, 11 specii de nevertebrate, 1 specie de reptile.